# Grégoire Du Bosch
Grégoire Du Bosch, né à Watervliet le 19 avril 1765 et mort à Bassevelde le 15 février 1842, est un dirigeant politique gantois de la période française.

## Jeunesse et début de carrière
Renier Grégoire Du Bosch est l'aîné des sept enfants du notaire de Watervliet Renier Grégoire Du Bosch et de Marie-Christine De Bruycker. Pour ses études, il est envoyé au célèbre internat de Wilhours dans le comté  de Hainaut.
Après ses études, il s'installe à Anvers où il devient comptable pour le banquier et homme d'affaires Charles de Proli. Il est impliqué dans une imprimerie de coton, une raffinerie de sucre et une distillerie de gin. Il a également été directeur de la Chambre Impériale des Assurances d'Anvers. Surtout, en tant que banquier, il est la cheville ouvrière de la « Compagnie asiatique de Trieste et Fiume », qui est la continuation de la Compagnie d'Ostende. Les choses tournent mal pour De Proli, qui est déclaré en faillite en 1786.
Du Bosch s'installe alors à Gand et part vivre chez la veuve Sunaert, dont la fille Colette se marie bien plus tard (en 1796).
En 1789, il se fait connaître pour la première fois en tant que jeune officier du corps du génie du colonel Fisco, aux côtés d'Andries van der Mersch et de Jan Frans Vonck. La lutte pour le pouvoir avec les étatistes au sein de la nouvelle république des États-Unis des Pays-Bas s'est avérée défavorable pour eux. Du Bosch retourne à Gand mais y est arrêté. Le retour des Autrichiens en 1791 lui rend sa liberté. Ses forts sentiments anticléricaux et pro-révolutionnaires le conduisirent à rejoindre la « Société des Amis de la Liberté et de l'Égalité », une association qui accueillit l'invasion française de la fin de 1792 comme une libération. Du Bosch rejette toute idée d'une autre république belge indépendante et opte résolument pour le rattachement à la république française. Avec la manipulation nécessaire, il a fait en sorte que Gand et les communes environnantes votent en faveur de ce rattachement. Au retour des Autrichiens en mars 1793, Du Bosch s'enfuit en France.
Arrivé à Paris, il rejoint le groupe des réfugiés belges et liégeois et devient l'un de ses dirigeants. Emportés par la lutte de pouvoir en cours entre Girondins et Jacobins, la plupart des Belges optent pour ces derniers, et plus particulièrement pour le groupe des Hébertistes.
En janvier 1794, en pleine Terreur, les réfugiés belges, dont Du Bosch, sont arrêtés.

## Commissaire français
En août 1794, après la chute de Robespierre, Du Bosch est libéré. Il retourne à Gand, où les Français sont redevenus maîtres. Il s’impose comme avocat, profession qui peut désormais être exercée par n’importe qui. À partir de décembre, il devient secrétaire adjoint de l'administration provinciale. Il est immédiatement haï par le zèle excessif dont il faisait preuve à lever des impôts extraordinaires. En juin 1795, il devient « agent national » à la mairie de Gand et dissout les membres du conseil pour manque de fermeté. Il devient l'infatigable exécuteur des lois et des ordonnances françaises. En novembre, il est nommé responsable du nouveau département de l'Escaut en tant que commissaire. Jusqu'en avril 1797, date des premières élections, c'est lui qui procédait aux nominations dans tous les échelons subordonnés.
Il lui fallait par exemple trouver des personnalités appropriées pour l'exécutif et le judiciaire. Il a eu beaucoup de problèmes, notamment avec la composition du conseil municipal de Gand. Dès leur nomination, la plupart des conseillers ont démissionné. Du Bosch a essayé de les maîtriser avec des punitions, mais cela n'a pas aidé. Lorsque le vote est autorisé pour la première fois en avril 1797, des conseils municipaux furent élus partout dans le département qui ne répondaient pas du tout aux attentes de Du Bosch. Après le coup d'État de septembre 1797, des personnes plus « dignes de confiance » furent à nouveau nommées, mais cela se fit difficilement. Aux élections de mars 1798, un certain nombre d'hommes furent à nouveau élus qui ne répondaient pas du tout aux critères fixés par De Bosch. Il en licenciait certains, en nommait de nouveaux, et s'ils ne lui convenaient pas, il les licenciait à nouveau et en nommait d'autres.
Dans ces actions administratives, Du Bosch devait tenir compte de l'administration centrale du département. Il avait désigné les membres nommés en septembre 1795, mais les élections d'avril 1797 les remplaçèrent par des « royalistes ». Après le coup d'État de septembre 1797, Du Bosch fournit de nouveaux administrateurs, principalement ceux avec lesquels il travaillait depuis la fin de 1797. Lors des élections d'avril 1798 et d'avril 1799, Du Bosch réussit à faire élire ses partisans. Mais en août 1799, son patron, Merlin de Douai, est écarté du Directoire et le 5 août, Du Bosch est destitué. Cela a été réclamé par de nombreuses personnes à Gand et par les représentants du Parlement à Paris.
En juillet 1800, Du Bosch est nommé deuxième juge suppléant au tribunal correctionnel de Gand. Par précaution, il n'accepte pas cette nomination plutôt symbolique et se retire à Wetteren. Il s'installa ensuite à Watervliet, où se trouvaient la plupart des « marchandises noires » qu'il avait achetées. Il fait profil bas et est élu, sans discussion, membre du Conseil général de Sas van Gent (8 mars 1801). Il se préoccupait avant tout de la gestion de ses désormais vastes propriétés.

## Sur l'île de Walcheren
Les propriétés de Du Bosch s'étendaient jusqu'à l'ancienne Staats-Vlaanderen, qui fait désormais partie du département de l'Escaut, et il s'intéressa donc particulièrement à cette région.
En 1807, il élabora un plan visant à transformer le Kapitale Dam, situé dans l'actuelle Flandre-Zélande, en le plus important polder de la région. Cela a fonctionné ; l'arrosage est déjà établi l'année suivante et Du Bosch en est nommé directeur. Il reprit également contact avec les administrateurs français et en février 1810 il est nommé sous-préfet à Middelburg. Il n'a été accepté ni par les fonctionnaires ni par la population. En mai 1810, la Zélande, annexée à la République française, devient le département des Bouches de l'Escaut avec Patrice de Coninck comme préfet. Il nomme Du Bosch secrétaire général. Le 4 mai 1814, la domination française prend fin et Du Bosch repart pour Watervliet.

## Sous le royaume uni des Pays-Bas
Durant les Cent Jours, Du Bosch est considéré comme un partisan bonapartiste extrêmement dangereux. Il a donc été tenu à l'écart. Cela est resté ainsi pendant toute la période du royaume uni des Pays-Bas. Il a continué à se montrer farouchement anticlérical et est donc un opposant au syndicalisme naissant.
Lorsque éclatèrent les émeutes de septembre 1830, Du Bosch resta orangiste. Il a écrit à plusieurs reprises au roi Willem Ier avec des propositions qui, selon lui, pourraient inverser la tendance.

## Après la révolution belge
Entre mai et août 1831, Du Bosch mise sur plusieurs chevaux. Il contacte d'abord le régent Surlet de Chokier, qu'il encourage à être élu roi. Il a publié une brochure à ce sujet, dans laquelle il plaide également en faveur de liens plus étroits avec la France. Au cours de la campagne de Dix-Jours, la propriété de Du Bosch est prise d'assaut et détruite par les troupes néerlandaises et belges.
Lors des premières élections au Parlement belge, Du Bosch s'est présenté comme candidat au Sénat dans le district d'Eeklo et à la Chambre dans le district de Gand. Il a échoué dans les deux cas.
Il ne peut désormais s'affirmer qu'à travers ses écrits. Par exemple, il a rédigé une étude présentant ses idées sur la réduction de la pauvreté. D'autres actions, notamment pour réclamer des compensations au profit des propriétaires du nord de la Flandre orientale et de Zélande qui avaient souffert des violences de la guerre, furent principalement menées par son fils Alexandre dans les années suivantes, alors qu'il restait lui-même plutôt passif.
À partir de 1833, il se retire dans une maison de plaisance avec 4 ha de terrain à Bassevelde. Là, il mourut en 1842.

## Enfants
Du Bosch a eu un fils et une fille.
Alexandre du Bosch (Gand, 2 novembre 1799 - Ixelles, 8 juillet 1864) devient directeur de l'eau et avocat. Il a publié de nombreuses études et rapports sur toutes sortes de sujets, souvent liés aux eaux. Il y a parfois eu une confusion entre ce qui a été écrit par lui et ce qui a été écrit par son père.
Julie Du Bosch, comme son frère, est une républicaine radicale. Elle tombe sous le charme du saint-simonisme, doctrine pré-marxiste très répandue dans les milieux bourgeois. En 1834, elle épousa Napoléon De Keyser, fermier, brasseur et géomètre de Sleidinge et elle devint son inspiration. En 1854, il publie Het Natuur-regt, ou justice pour un nouveau gouvernement comme ordre de la société selon le destin de l'homme. Cela fait de lui un rare théoricien du soi-disant socialisme paysan en Belgique.